# 工藤冲
工藤 冲（くどう とおる、1925年11月10日 - ）は、日本の経営者。大分県出身。

## 経歴
1948年に九州大学法学部政治学科を卒業し、同年に野村證券に入社。1965年11月に取締役に就任し、1971年11月に常務、1974年11月に野村不動産専務を経て、1978年12月に副社長に就任し、1981年12月には社長に昇格。1985年12月には監査役に就任。